# ركن أباد دو (كوه بنج)
رکن أباد دو (بالفارسية: رکن‌آباد 2) هي مستوطنة تقع في إيران في البلدة المركزية. يقدر عدد سكانها بـ 70 نسمة بحسب إحصاء 2016.